# 普拉德利德拉泰克塞塔
普拉德利德拉泰克塞塔，是西班牙加泰罗尼亚塔拉戈纳省的一个市镇。总面积22平方公里，总人口189人（2001年），人口密度9人/平方公里。